# 唐与高句丽的战争
唐与高句丽的战争（韓語：고구려-당전쟁，高句麗-唐戰爭，麗唐戰爭）是7世纪发生在高句丽和唐与新罗联军之间的战争。由于唐与新罗联军的持续入侵，加之高句丽发生内部纷争与饥荒，高句丽最终遭唐与新罗的联军所灭亡。高句丽被灭后，罗唐战争爆发。新罗将唐驱出朝鲜半岛中南部并吞并大同江以南地区。大同江以北则由唐和自称高句丽继承者的渤海国控制。

## 第一次战争（644年－645年）
隋长年侵略高句丽使隋国内民不聊生。早在隋炀帝大业六年（610年）就爆发了雁门郡的尉文通的造反抗拒府兵制的征召。大业七年（611年）的兖州道的王薄造反之后，国内发生民变而灭亡。高句丽对于继起的中国唐王朝仍然保持警惕。631年，高句丽开始在辽东建千里长城以防止唐朝的进攻，并与突厥联盟。而唐朝第二代皇帝唐太宗李世民则以高句丽据有的部分领土“辽东”（当时的“辽东”的概念略同于汉辽东四郡的范围，即辽河以东地区以及朝鲜半岛北部）为“旧中国之有”、而今“九瀛大定，唯此一隅”为由，企图将吞并高句丽作为自己天下“统一战争”的最后一部分，但是唐对高句丽的进攻起初很不成功，在无数次的战役中失守战略要点。在击败高句丽的盟友突厥后，唐与新罗联盟。

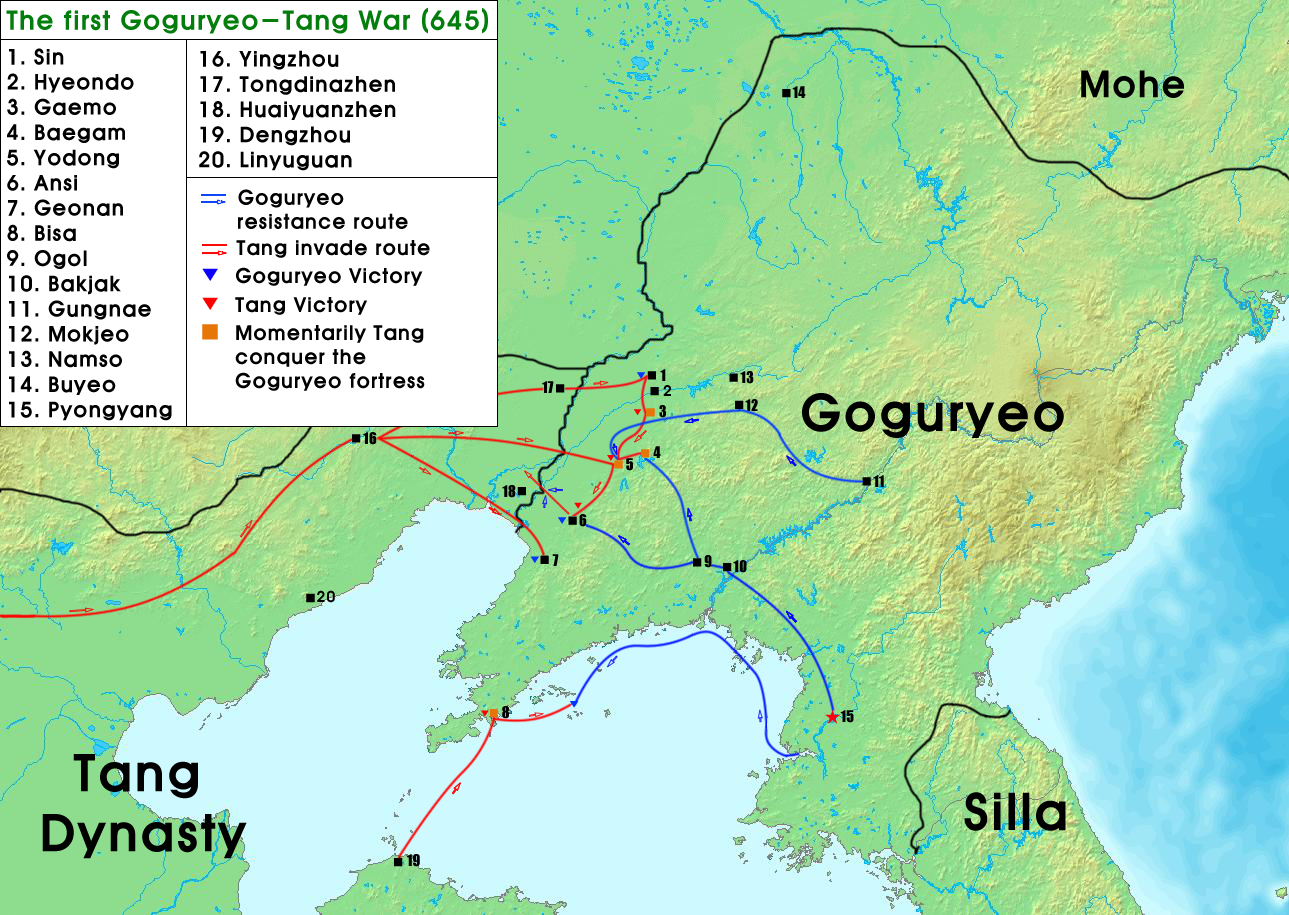
第1次唐朝與高句麗戦争

642年，高句丽武将渊盖苏文发动政变，杀死高句丽荣留王高建武后另立高宝藏为王，并自封为“莫离支”摄政。唐朝遂打着“为高丽讨弑君之贼”的旗号，发动对高句丽的战争。644年，唐太宗带着李世勣、李道宗和长孙无忌率军十万亲征高句丽。645年，唐太宗冲破高句丽的防线准备攻打平壤，似乎大功在即。 不料在安市（今辽宁鞍山），李世民由于受到安市城城主（韩国民间传说名为“杨万春”，正史没有记载该人名字。）的抵抗，再也无法前行。由于寒冬恶劣天气和薛延陀入侵唐朝，唐军被迫返回。在这之后，唐太宗对高句丽的进攻仅维持在一些小规模的突袭。647年，唐太宗令牛进达率兵从海上、李世勣率兵从陆路攻打辽东半岛。648年，唐太宗再派薛万彻率军从海上攻打鸭绿江口。隨後，唐开始集结陆海部队，准备在649年再一次大规模入侵高句丽。《旧唐书》记载，唐太宗直至649年去世前一直都在经营海军以大舉攻伐高句麗。

## 第二次战争（660年－662年）
649年7月10日，唐太宗去世后，唐高宗李治暂停了侵略高句丽的步伐。据《资治通鉴》记载，高宗即位后，对高句丽发动过三次小规模战争。永徽六年（655年），高句丽和百济、靺鞨联合攻打新罗，新罗武烈王金春秋遣使求援，五月，营州都督程名振、左卫中郎将苏定方发兵渡辽水击高丽。显庆三年（658年）六月，“营州都督兼东夷都护程名振、右领军中郎将薛仁贵将兵攻高丽之赤烽镇，拔之，斩首四百馀级，捕虏百馀人。高丽遣其大将豆方娄帅众三万拒之，名振以契丹逆击，大破之，斩首二千五百级”。显庆四年（659年）十一月，“右领军中郎将薛仁贵等与高丽将温沙门战于横山，破之”。
660年，唐与新罗的联军灭亡了高句丽西南的盟友百济后，于661年派辽东道（初为浿江）行军大总管契苾何力、浿江道行军大总管任雅相、夫餘道行军总管萧嗣业、镂方道行军总管程名振、沃沮道行军总管庞孝泰和含资道行军总管刘德敏率军十余万渡辽水，平壤道（初为辽东）行军大总管苏定方、平壤道大总管刘伯英、与新罗联军由百济故地南北合击高句丽。由于铁勒入侵唐朝，唐军契苾何力、萧嗣业所部被迫返回。662年，蛇水之战渊盖苏文使唐军沃沮道全军覆没并杀死了庞孝泰和他的13个兒子。但渊盖苏文在世期间，唐朝一直没能灭亡高句丽。

## 第三次战争（666年－668年）
666年，渊盖苏文去世，高句丽内乱，渊盖苏文的三个儿子发生争斗，长子渊男生代为莫离支，到前方视察军情备战。让两个弟弟渊男建和渊男产留守平壤。渊男建和渊男产认为他叛逃到唐，并要求高句丽宝藏王通缉渊男生。渊男生果真投靠唐朝。唐朝派右骁卫大将军契苾何力为辽东安抚大使，率兵8万迎接渊男生。渊男生在投靠唐朝后得到唐重用，被授予平壤道行军大总管之职。渊男生率领唐朝军队攻打高句丽，以期望能夺回大权。许多高句丽护城将领见到渊男生纷纷放弃抵抗。渊男生投靠唐朝成为唐与高句丽的战争的重要转折点。由于渊男生为唐朝提供了可靠的高句丽军事信息，唐朝于是大幅增加了攻打高句丽的兵力。十二月十八，以李勣为辽东道行军大总管兼安抚大使，以司列少常伯郝处俊副之，与契苾何力、庞同善率兵15万兵力以击高句丽。诏独孤卿云由鸭渌道，郭待封由积利道，在百济故地驻守的刘仁愿由毕列道，新罗金仁问由海谷道，并为行军总管，与运粮使窦义积，皆受李勣节度，河北诸州租赋悉诣辽东给军用。
667年，李勣在推进途中遇到极其顽强的抵抗，推进受到限制，但仍然攻陷高句丽新城（今辽宁抚顺北高尔山城），由于新城有着极其重要的战略地位，新城的失守对于高句丽的西线战线来讲是毁灭性的打击；薛仁贵施计攻陷南苏、木底、苍岩三城，与领路的渊男生顺利在鸭绿江附近集合；薛仁貴攻陷扶余城后，又攻陷大行城（今辽宁丹东西南娘娘城）。
668年春夏，經過了漫長的冬天，各路唐朝兵力在鸭绿江边集结。高句丽发动最后的反击，唐军依然继续推进到平壤城。高句丽经过了数个月的守城，宝藏王委派渊男产投降，但渊男建拒绝投降。同年九月十二，高句丽僧人信诚打开平壤城门，唐军趁机攻入平壤，渊男建被俘虏投降。 与此同时，在南线由于金庾信的攻势，渊盖苏文的弟弟渊净土向新罗投降。就这样高句丽由于内部纷争，饥荒和唐与新罗的南北夹击下灭亡。

## 后续
唐在联合新罗灭亡了高句丽后，分其境为九都督府、四十二州、一百县，并于平壤设安东都护府以统之，任命右威卫大将军薛仁贵为检校安东都护，领兵二万镇守其地，试图控制朝鲜半岛，引发新罗与唐朝的战争。新罗最终控制朝鲜半岛大同江以南地区，大同江以北则由唐和698年建国的震国占据。
公元696年，由于契丹李尽忠反唐战争，一部分粟末靺鞨部落逃窜到高句丽故地并与其原住民杂居。
公元698年，大祚荣建立震国（后其国王被唐玄宗在开元元年（713年）册封为渤海郡王），控制了原高句丽的大部分领土。

## 有关文艺作品
- 中国清代小说《薛仁贵征东》以这次战争为背景，但情节多为虚构。韩国拍摄了一系列关于此战的电影电视剧如《淵蓋蘇文》，在这些作品中，高句丽取得大胜，射瞎唐太宗一只眼，不过这些内容并无史料记载。
- 《武媚娘傳奇》中，其中一場以遼東之役為背景，唐太宗帶軍攻打高句麗，唐太宗被箭射中肩膀所傷。而武媚娘並偷偷地隨着大軍到遼東。最後武媚娘說服唐太宗班師回長安，不過部份內容沒有史料記載。

### 引用
1. ↑  统一新罗在东亚世界中的地位——八—九世纪唐朝与新罗关系论 （页面存档备份，存于），北京大学历史系王小甫
2. ↑  金春秋史事所见唐罗关系考论 （页面存档备份，存于）,刘海霞
3. ↑  论七世纪中后期唐朝与新罗关系演变及对东北亚政局的影响 （页面存档备份，存于），万方数据
4. ↑  《旧唐书·高丽传》：“建武惧伐其国，乃筑长城，东北自扶余城，西南至海，千有余里。”
5. ↑  《三国史记·高句丽本记八》：“荣留王十四年春二月，王动众筑长城，东北自扶余城，西南至海千余里，凡十六年毕功”
6. ↑  《世界历史百科全书》第一卷，朝鲜三国时代，Encylopedia of World History, Vol I, P465 Three Kingdoms, Korea
7. ↑  《册府元龟·帝王部·亲征二》：“辽东旧中国之有，自魏涉周，置之度外。隋氏出师者，四丧律而还，杀中国良善不可胜数。今彼弑其主恃险骄盈，朕长夜思之而辍寝，将为中国复子弟之雠，为高丽讨弑君之贼。今九瀛大定，唯此一隅。”